# Een tuin van glas

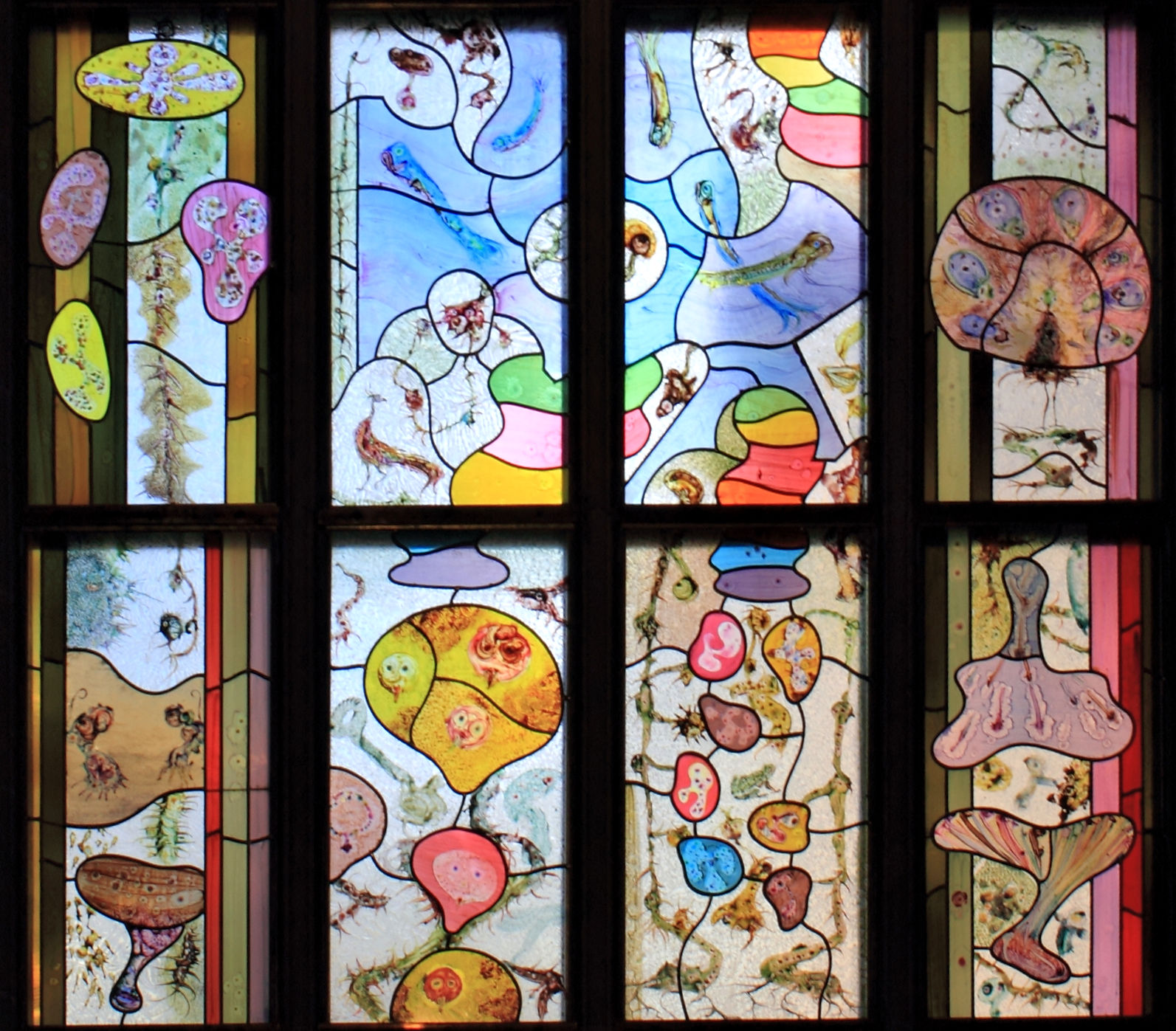
detail met paddenstoelen en rechtsboven een pauw

Een tuin van glas is een gedenkraam in de Nieuwe Kerk in Amsterdam, dat in 2005 als nationaal geschenk werd aangeboden aan de jubilerende koningin Beatrix. Het wordt ook wel de tuin of Koninginneraam genoemd.

## Achtergrond
In 2004 werd het 'Nationaal Comité Zilveren regeringsjubileum Koningin Beatrix' opgericht, met 21 leden onder wie Pauline Kruseman, directeur van het Amsterdams Historisch Museum; Philip Houben, oud-burgemeester van Maastricht; Jos van Kemenade, oud-commissaris van de Koningin in Noord-Holland en Fatima Moreira de Melo, lid van het Nederlands vrouwenhockeyteam. Het comité besloot de koningin als nationaal geschenk een herdenkingsraam aan te bieden, dat zou moeten worden geplaatst in de Nieuwe Kerk in Amsterdam, de plek waar Nederlandse vorsten worden ingehuldigd. Eerdere gedenkramen in deze kerk zijn het Kroningsraam (Mengelberg, 1898) en de gedenkramen ter gelegenheid van het veertigjarig regeringsjubileum van koningin Wilhelmina (Van Konijnenburg/Nicolas, 1938).
De opdracht voor het raam werd gegund aan de Tilburgse kunstenaar Marc Mulders. Mulders (1958) werd opgeleid aan de Academie voor Beeldende Kunsten Sint-Joost in Breda en is actief als schilder, fotograaf en glazenier. Hij won onder meer de Prix de Rome (1985) en de Charlotte Köhlerprijs (1989). Als voorbereiding las hij alle kersttoespraken van de koningin, waarbij hem haar idealisme en vertrouwen in de toekomst opviel. Het inspireerde hem tot de symboliek van een tuin als een plek voor harmonie en verzoening en als symbool voor de hoop op een betere wereld. Hij beeldde niet de koningin zelf af, maar verwijst met de tuin ook naar haar functie in het Nederlands staatsbestel. "Tuinieren is zorgen voor continuïteit en eenheid, zo ook is de zorg voor de samenleving essentieel voor haar eenheid. Net als in de samenleving vindt in de tuin een ontmoeting plaats tussen mens en medemens, mens en natuur. (...) Zoals alle leven in de tuin omhoogkomt uit de aarde, zo zal de tuin in het raam leven ingeblazen worden door het zonlicht", aldus Mulders.
Mulders begon met het maken van aquarellen van dieren die hij in de tuin wilde hebben. Al schilderen ontstond ook de structuur van de tuin, omheind, maar niet afgesloten, met een pad omhoog. Toen hij het schetsontwerp voor het raam klaar had, werden de diverse onderdelen overgebracht op folie, waarmee sjablonen werden gemaakt voor de glasonderdelen. Het glaswerk werd uitgevoerd bij Glasbewerkingsbedrijf Brabant. Het werd op 29 april 2005 door de koningin onthuld. Het is geplaatst in de noorderbeuk, omdat daar het licht het meest egaal is. Het werd daarmee een pendant van het tien jaar eerder geplaatste Bevrijdingsraam van Toon Verhoef in de zuiderbeuk. In 2007 werd de tuin in een internetverkiezing verkozen tot beste kunstwerk van de laatste vijftig jaar.

## Beschrijving
Het raam is gevat in een gotische omlijsting. Het raam wordt in vlakken verdeeld door verticale stenen montanten en horizontale bronzen bruggen. Het rechthoekig deel bestaat uit twintig eveneens rechthoekige glaspanelen (vijf rijen van vier) van 107 x 55 cm. In het boogveld daarboven is een tracering aangebracht, met in de top een rozet bestaande uit vier driebladen. Hierin zijn tweeëntwintig kleinere glasdelen geplaatst. In de panelen is ijsbloemglas (kleurloosglas met een varenachtige tekening), regendrupglas (glas met luchtbelletjes) en antiek mondgeblazen glas uit voormalig Oost-Duitsland verwerkt.
De tuin is als het ware omheind, met verticale kleurbanen op de buitenste panelen. Op het tafereel zijn zevenhonderd beeldende elementen weergegeven, diverse organismen en organische vormen als in een grote collage. In het midden zijn vissen in een waterpartij te zien. Daarbuiten andere dieren als pauwen, kikkers, een gans, vechtende hanen en vlinders, tussen een begroeiing van paddenstoelen en gestileerde bloem- en bladmotieven.

## Afbeeldingen

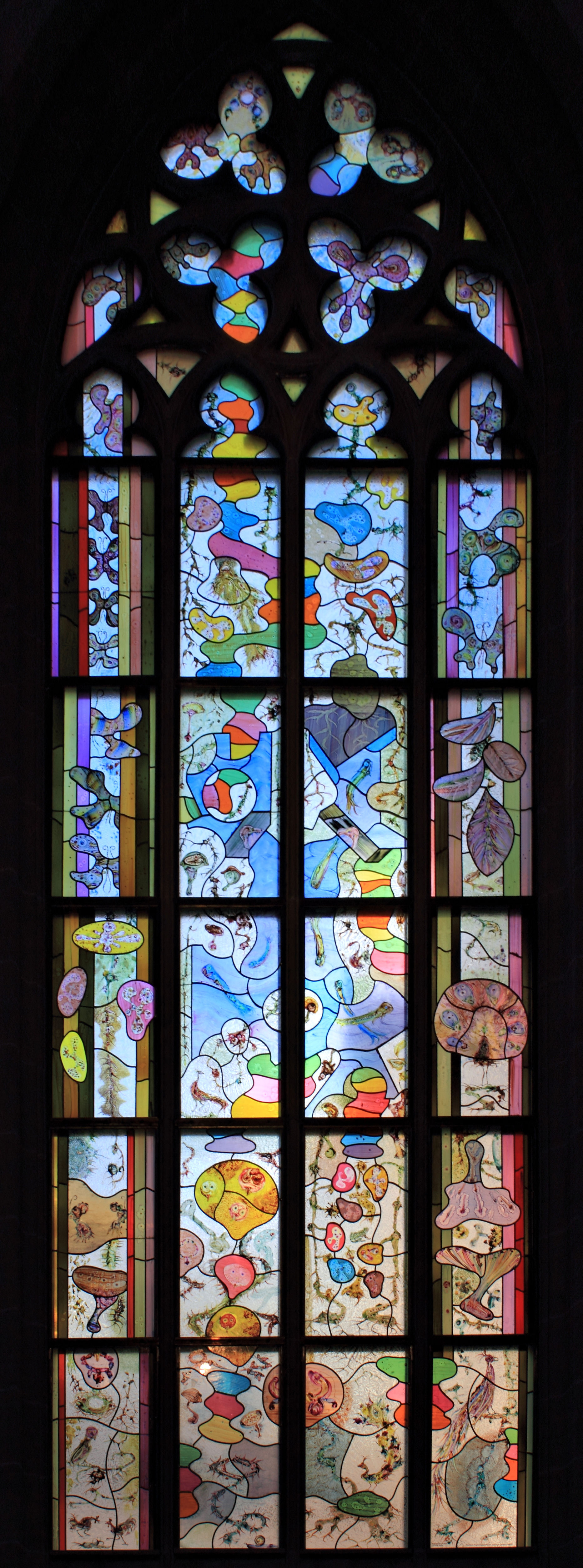
overzichtsfoto
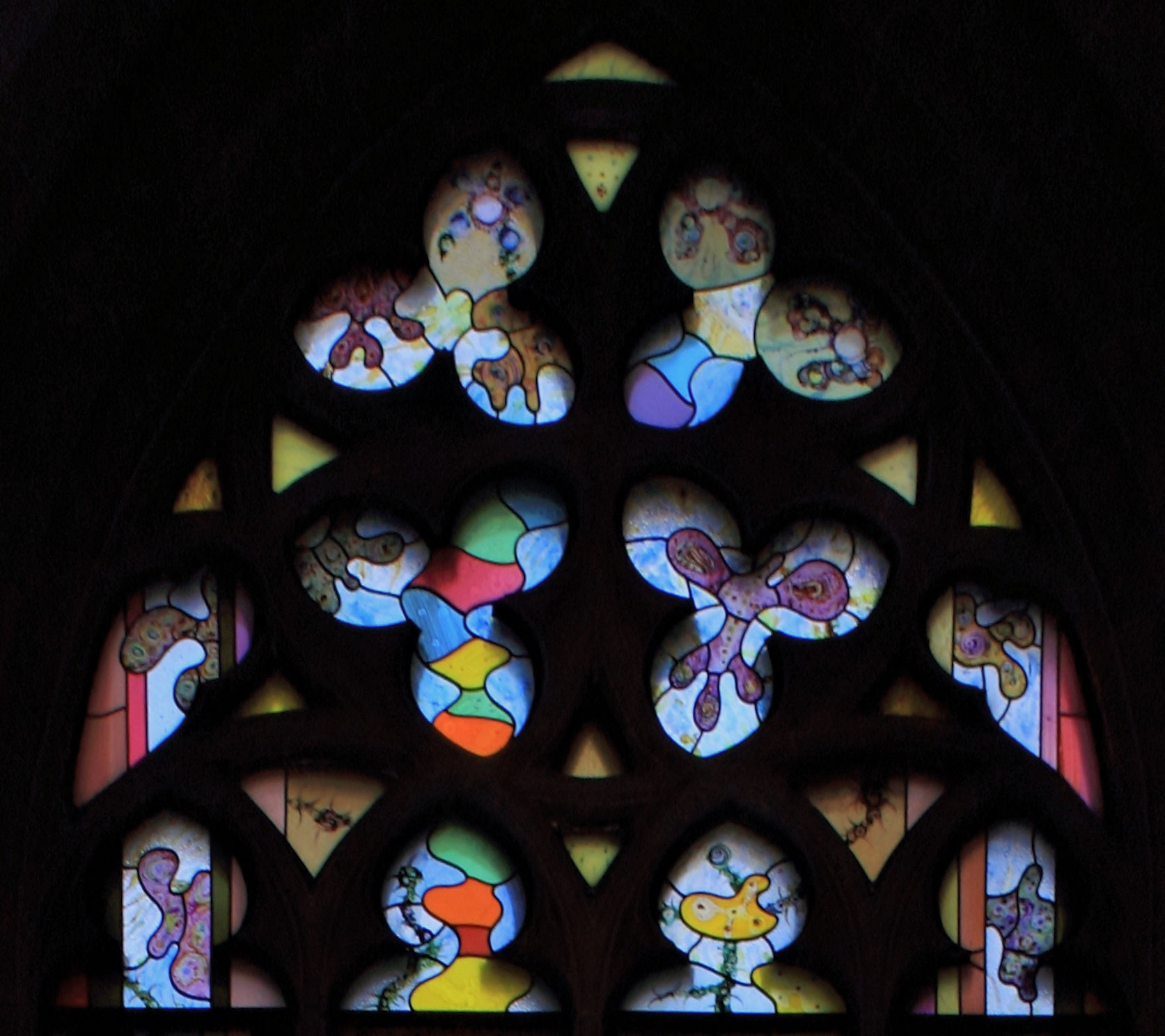
tracering